# White Shield
White Shield – jednostka osadnicza w Stanach Zjednoczonych, w stanie Dakota Północna, w hrabstwie McLean.